# 基尔希贝格
基尔希贝格（德語：Kilchberg）是瑞士联邦苏黎世州霍尔根区的市镇。该市镇面积为2.58平方千米，海拔高度408米，2018年12月31日人口数为8,851。

## 人物
- 卡尔·威廉·冯·内格里，19世纪瑞士植物学家，出生于此。

## 外部連結
- 基尔希贝格官方网站（页面存档备份，存于） （德文）